# 蜜 (アルバム)
『蜜』（みつ）は、柴咲コウの1枚目のオリジナル・アルバム。2004年2月11日、ユニバーサルミュージックから発売された。

## 解説
柴咲コウ名義のシングル曲はもちろん、RUI名義の「月のしずく」や、カップリング曲も多数収録されている。 
1枚目シングル『Trust my feelings』からは表題曲・カップリング共に本作には収録されていない。 

## 制作
「月のしずく」は映画『黄泉がえり』の世界を色濃く表現した楽曲だったためか、ボーナス・トラック扱いになっている。累計出荷枚数は70万枚。 

## 収録曲
特記以外 作曲:Jin Nakamura 編曲:CHOKKAKU
1. Fantasista
作詞:柴咲コウ
2. 浮雲
作詞:松井五郎 編曲:松本良喜
3rdシングルのカップリング
3. 輝石
作詞:柴咲コウ 編曲:田辺恵二 ストリングスアレンジ:平野義久
4. 眠レナイ夜ハ眠ラナイ夢ヲ
作詞:前田たかひろ 作曲:多胡邦夫 編曲:家原正樹
3rdシングル
5. 祈り
作詞:松井五郎 編曲:松本良喜
6. 思い出だけではつらすぎる
作詞・作曲:中島みゆき 編曲:千住明
4thシングル
7. 深愛
作詞:柴咲コウ
5thシングルのカップリング
8. 忽忘草
作詞:柴咲コウ 作曲:松本良喜 編曲:田辺恵二
ストリングスアレンジ:前嶋康明
4thシングルのカップリング
9. 忘却
作詞・作曲:渡辺未来
10. いくつかの空
作詞:秋元康
5thシングル
11. 冬空
作詞:柴咲コウ 作曲・編曲:岩本正樹
Bonus Track
12. 月のしずく / RUI 
作詞:Satomi 作曲・編曲:松本良喜 ストリングスアレンジ:由宇あおい
2ndシングル